# Zombrus giganteus
Zombrus giganteus är en stekelart som beskrevs av Szepligeti 1911. Zombrus giganteus ingår i släktet Zombrus och familjen bracksteklar. Utöver nominatformen finns också underarten Z. g. magnus.